# 50º Stormo
Il 50º Stormo "Giorgio Graffer" è stato uno stormo da interdizione dell'Aeronautica Militare, costituito a Ciampino Sud (Roma) il 1 giugno 1936.
Fino al 13 settembre 2016 aveva sede sull'aeroporto di Piacenza-San Damiano (PC), ma in seguito al trasferimento del 155º Gruppo ETS "Pantere nere" (Electronic Warfare Tactical Suppression) dotato di velivoli Tornado ECR presso il 6º Stormo di Ghedi, è stato soppresso.

## Storia

### Regia Aeronautica
Il 50º Stormo al momento della sua costituzione, 1 giugno 1936, era formato dal 12º Gruppo (Squadriglie 159ª, 160ª e il 165ª) e dal 16º Gruppo (XVI Gruppo) (Squadriglie 167ª, 168ª e 169ª) e il 1º luglio successivo entrò a far parte della 5ª Brigata Aerea d'Assalto formata dal 50º Stormo e dal 5º Stormo "Giuseppe Cenni". 
Dotato inizialmente di velivoli Ansaldo AC.3, Caproni A.P.1, Ba.65, Fiat C.R.20, C.R. Asso e Caproni Ca.100.
Lo Stormo l'8 ottobre 1938 venne trasferito a Treviso. Alla fine del 1937 gli aerei in dotazione erano: Ba.64, Breda Ba.65, Caproni A.P.1 ed Ro.41.
Nell'ambito dell'Invasione italiana dell'Albania, nei primi giorni dell'aprile 1939, 6 Caproni Ca.133 dello Stormo parteciparono al trasporto a Tirana delle truppe italiane.
Il 15 luglio 1939 il reparto venne trasferito di base all'Aeroporto di Berca (presso Bengasi), alle dipendenze del Comando Aeronautica della Libia. Successivamente, nel giugno 1940 la 165ª e la 169ª passano in posizione quadro.

### Seconda guerra mondiale
Al 3 giugno 1940 lo Stormo era a Sorman al comando del colonnello Pietro Molino con il XII Gruppo del maggiore Bruno Cudugnello formato dalla 159ª e 160ª Squadriglia con 12 Caproni Ca.310bis ognuna ed il XVI Gruppo del maggiore Spartaco Sella con la 167ª Squadriglia su 6 BA 65 e la 168ª Squadriglia su 5 BA 65 inquadrato nel Comando settore ovest.
Mentre la 159ª Squadriglia viene spostata all'aeroporto di Tobruk da dove effettua la sua prima azione bellica contro mezzi corazzati nemici. Alla fine di giugno del 1940 lo Stormo viene completamente schierato sul fronte egiziano con il Comando e il 12º Gruppo a Tobruk sui Breda Ba.65 ed il 16º Gruppo ad el-Adem sui Caproni Ca.310bis. Da luglio a settembre 1940 i due Gruppi si riuniscono a Tobruk e ai velivoli in dotazione si aggiunge il CR.32. In questo periodo lo Stormo effettuò missioni di protezione e vigilanza, distinguendosi soprattutto contro le forze corazzate nemiche cooperando con le forze di terra, contribuendo validamente all'offensiva che portò alla conquista di Sidi el Barrani. Nel mese di agosto il colonnello Molino fu sostituito al comando dello stormo del tenente colonnello pilota Alberto Moresco. Tra il novembre e il dicembre 1940, spesso dislocati su basi diverse, il 12º e il 16º Gruppo operarono intensamente finché, alla fine di dicembre, il 16º Gruppo dopo aver ceduto i suoi velivoli al 12º Gruppo fece rientro in Italia e il 1º dicembre la bandiera del 50º Stormo decorata della Medaglia d'argento al valor militare. Il 15 gennaio 1941 la 169ª Squadriglia viene reintegrata nel 16º Gruppo, il quale viene dotato di velivoli da caccia lasciando il 50º Stormo per passare a far parte del 54º Stormo. Il 15 febbraio dello stesso anno il 12º Gruppo rimpatria diventando autonomo alle dipendenze della 14ª Brigata "Rex", contemporaneamente il 50º Stormo passa in posizione "quadro" per essere sciolto il 20 maggio 1941 e successivamente ricostituito il 20 maggio 1942 ad Aviano avendo alle sue dipendenze il 159º Gruppo (Squadriglie 389ª, 390ª e 391ª) ed il 158º Gruppo (Squadriglie 236ª, 387ª e 388ª) che, già autonomo, si trovava a Sorman, nella regione della Tripolitania, con entrambi i Gruppi sono dotati di velivoli CR.42 nella versione d'assalto.
Nel maggio 1942 lo Stormo, al comando del colonnello Ferruccio Vosilla, si trasferisce a Derna, dove viene raggiunto dai due Gruppi ad esso assegnati. Nella seconda metà dell'anno lo Stormo svolge un'intensa attività di bombardamento e mitragliamento a bassa quota contro postazioni nemiche mobili e fisse e il reparto viene più volte citato nel bollettino di guerra con numerosi encomi ai suoi piloti, che si prodigano in prima linea nei combattimenti a Bir Hakeim, Tobruk (Libia), Marsa Matruh, El Alamein. Il 7 dicembre 1942 il Comando di Stormo ed il 158º Gruppo rimpatriano e vengono dislocati a Bresso in Lombardia e nel gennaio 1943 anche il 159º Gruppo si riunisce allo Stormo. In questo periodo tutto il reparto viene dotato di velivoli G.50 e Macchi M.C.202. Nel febbraio 1943 lo Stormo viene trasferito ad Osoppo ed inquadrato nel Comando Caccia "Aquila" della 2ª Squadra Aerea (2ª Squadra aerea). Nel giugno di quell'anno, dopo aver svolto attività addestrativa con i nuovi aerei G.50, il 159º Gruppo viene trasferito a Pistoia e quindi a Crotone, dove viene impiegato per contrastare lo sbarco in Sicilia, perdendo durante i combattimenti 7 dei 35 velivoli G.50 in dotazione, con i restanti 28 velivoli distrutti in un bombardamento al suolo il 13 luglio 1943. Il 19 giugno 1943 il 159º Gruppo rientra ad Osoppo e, una settimana dopo, tutto lo Stormo (compresi il Gruppo Autonomo Tuffatori ed il 103º Gruppo) viene trasferito al Campo della Promessa di Lonate Pozzolo, iniziando l'addestramento su velivoli RE.2002. In seguito agli avvenimenti dell'8 settembre il 50º Stormo il 12 settembre 1943 viene sciolto quando era con il 158º Gruppo d´Assalto con la 236ª (3 G.50), 387ª (2 G 50) e 388ª Squadriglia (2 G 50) ed il 159º Gruppo d´Assalto con la 389ª (1 G 50), 390ª (2 Re.2002) e 391ª Squadriglia (2 RE 2002).

### Aeronautica Militare
Il 1º aprile 1967 il 50º Stormo Caccia Bombardieri viene ricostituito all'Aeroporto di Piacenza-San Damiano e alle sue dipendenze vi è il 155º Gruppo Caccia Bombardieri (Squadriglie 361ª, 364ª, 365ª e 378ª), già presente sulla base dal 1º ottobre 1963 dotato di velivoli F-84F, progressivamente sostituiti tra il 1967 e il 1973 dai moderni e più veloci F-104S "Starfighter". Il 12 ottobre 1973 il 50º Stormo viene sciolto e sulla base viene costituito il Comando Aeroporto di Piacenza, mentre il 155º Gruppo viene assegnato al 51º Stormo "Ferruccio Serafini" di Istrana.
Il 1º novembre 1988 il 50º Stormo viene riattivato e il 23 luglio 1990 allo Stormo viene riassegnato il 155º Gruppo CBOC, dotato di velivoli multiruolo "Tornado" proveniente dal 6º Stormo di Ghedi. Nel gennaio 1991 il 50º Stormo, unitamente ad altri reparti dell'Aeronautica Militare, fornisce uomini e mezzi al Reparto Volo Autonomo, costituito sulla base di Al Dhafra (32 km a sud di Abu Dhabi) negli Emirati Arabi Uniti per l'Operazione Locusta per operare nell'ambito di una forza multinazionale, per l'applicazione delle risoluzione dell'ONU in seguito all'invasione irachena del Kuwait. Dal 17 gennaio al 27 febbraio 1991 velivoli e personale del 155º Gruppo sono impiegati nell'operazione "Desert Storm" per la liberazione del Kuwait effettuando nei 42 giorni di guerra 91 sortite contro obiettivi militari in Kuwait ed in Iraq e in una di queste, nella notte tra il 17 e il 18, un Tornado con un equipaggio del 155º Gruppo venne abbattuto e il Maggiore Gianmarco Bellini e il Capitano Maurizio Cocciolone, rispettivamente pilota e navigatore dall'aereo abbattuto, vennero fatti prigionieri e liberati al termine della guerra.

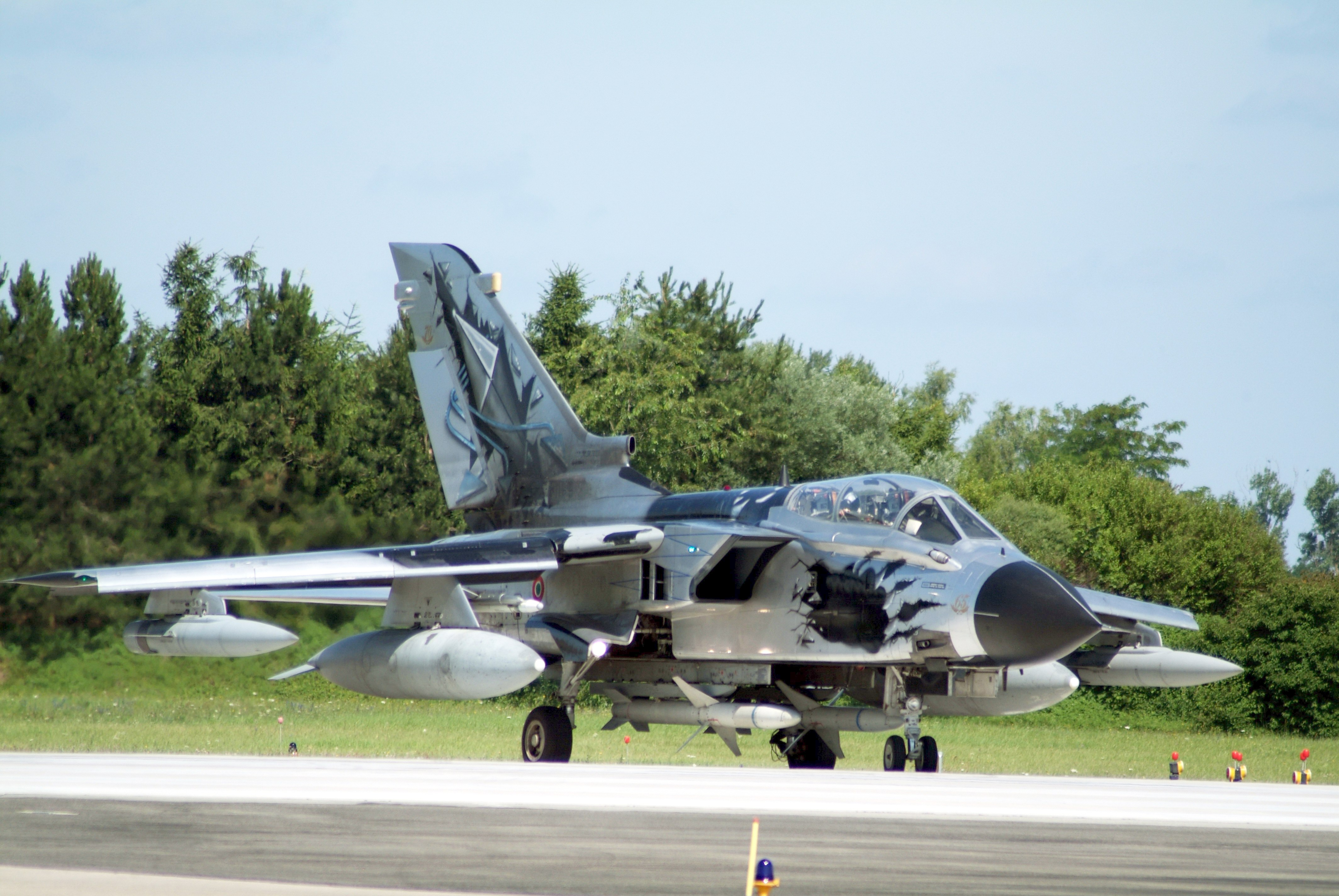
Tornado ECR del 155º Gruppo durante l'esercitazione NATO Elite 2008 nella base di Lechfeld, vicino a Monaco di Baviera

Il 10 ottobre 1991 viene consegnata la Bandiera di Guerra al 50º Stormo, alla presenza del Presidente della Repubblica Francesco Cossiga.

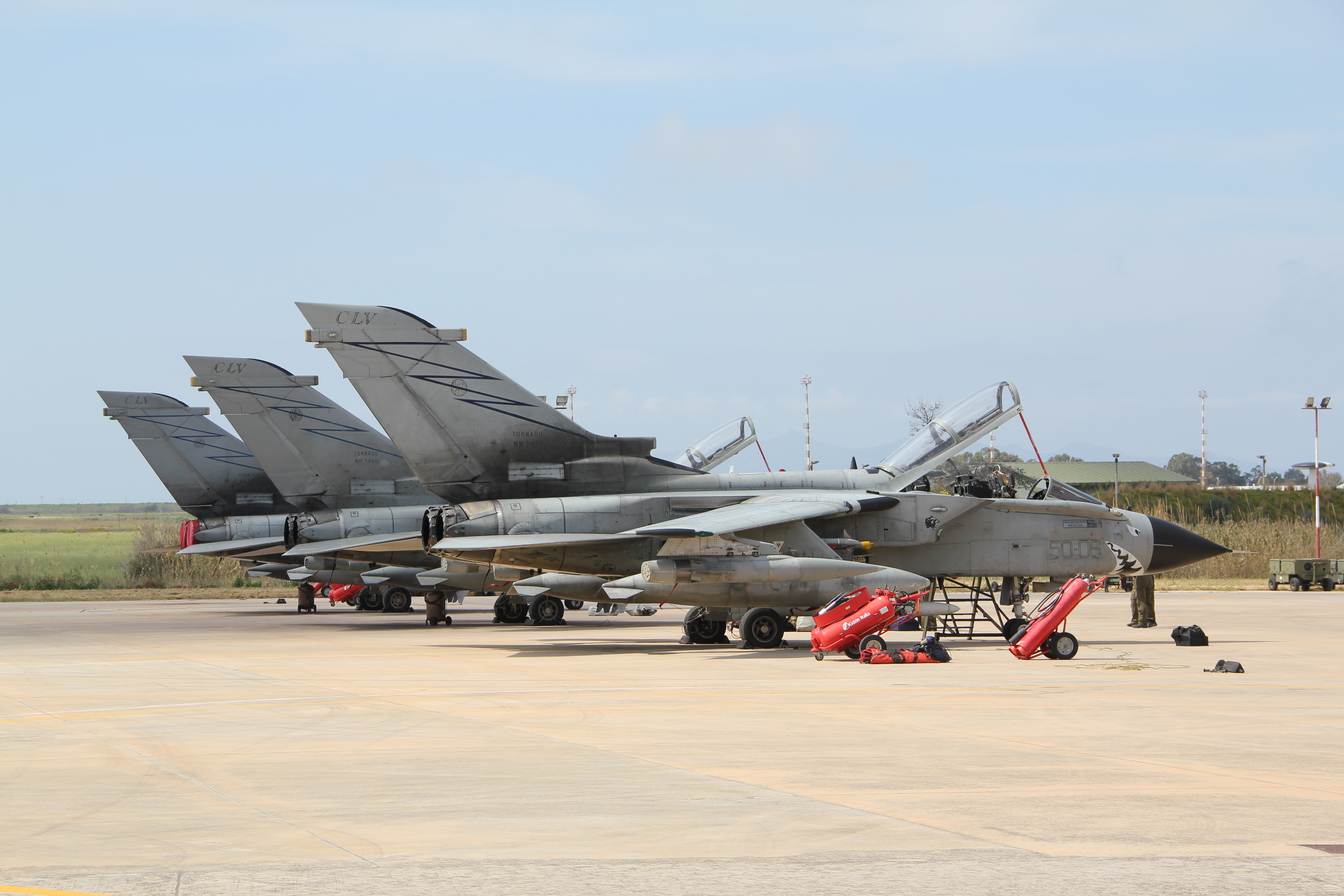
Tornado ECR del 155º Gruppo schierati a Birgi durante Unified Protector

A partire dal 1992 si comincia a parlare di guerra elettronica e nel corso del 1993 iniziano ad arrivare i primi Tornado SEAD (SEAD- Suppression Enemy Air Defence), cioè dei Tornado IDS (Interdictor/Strike) ottimizzati per essere armati di missili antiradar HARM.
Tra il 1993 e il 1995 i velivoli del reparto partecipano all'operazione Sharp Guard e il 24 febbraio 1995 la designazione del 155º Gruppo passa da CBOC (Caccia Bombardieri Ognitempo Convenzionali) a ETS.
Negli anni a seguire lo Stormo è stato impiegato in varie operazioni nella ex Jugoslavia, partecipando oltre che all'operazione Sharp Guard, successivamente tra il 1996 e il 1999 alla Operazione Joint Guardian, Joint Forge, Decisive Endeavour e Allied Force, dopo che il 28 febbraio 1998 era stato preso in consegna il primo esemplare di Tornado ECR.
Tra il 24 marzo e il 17 giugno 1999 nel corso della Guerra del Kosovo i Tornado ECR (Electronic Combat Reconnaissance) del 155º Gruppo compiono 176 missioni sganciando 115 missili HARM (High speed Anti Radiation Missile), contro le postazioni radar serbe e in tale circostanza i piloti del 155º Gruppo sono stati i primi ad usare gli NVG (Night Vision Goggles: occhiali da visione notturna) nell'Aeronautica Militare.
Il 25 aprile 2002 alle ore 08:26 dal Cosmodromo di Bajkonur in Kazakistan l'astronauta italiano Roberto Vittori, che era stato un pilota di Tornado del 155º Gruppo è partito alla volta della Stazione spaziale internazionale, raggiungendola il 27 aprile per una missione durata fino al 5 maggio.
In occasione della crisi libica e alla risoluzione 1973 del Consiglio di sicurezza delle Nazioni Unite che nel marzo del 2011 ha istituito una no-fly zone sulla Libia per tutelare l'incolumità della popolazione civile dai combattimenti tra le forze lealiste a Muʿammar Gheddafi e le forze ribelli del Consiglio nazionale di transizione, i velivoli del 155º Gruppo prendono parte all'intervento militare nell'ambito della partecipazione italiana all'Operazione Unified Protector.
Il 14 settembre 2016 si ha la soppressione del Reparto con il conseguente trasferimento, sia dei Tornado IDS, sia degli ECR al 6º Stormo di Ghedi, rendendo così la base bresciana l'unica dotata di tali velivoli.

### Annotazioni
1. ↑  Ufficiale esecutivo della squadriglia in Africa settentrionale fu, per un lungo periodo, il tenente, e futuro generale di brigata aerea, Egeo Broccolino.

### Fonti
1. ↑  Federico Anselmino e Giancarlo Gastaldi, Aeronautica Militare - I reparti di volo, Edizioni Monografie S.r.l., Roma, 1998.
2. ↑  "CHIUDE IL 50° STORMO, TUTTI I TORNADO A GHEDI", su analisidifesa.it, 23 settembre 2016, URL consultato il 23 settembre 2016.
3. ↑  Bollettino Ufficiale 1941, sup.5, pag.13.